# 奧維德 (愛達荷州)
奧維德（英語：Ovid）是位於美國愛達荷州貝爾萊克縣的一個非建制地區。該地的面積和人口皆未知。

## 地理
奧維德的座標為42°17′20″N 111°23′54″W / 42.28889°N 111.39833°W，而該地的平均海拔高度為1810米（即5938英尺）。